# Parafia Matki Bożej Nieustającej Pomocy w Wierzbnej
Parafia Matki Bożej Nieustającej Pomocy w Wierzbnej – parafia rzymskokatolicka, znajdująca się w archidiecezji przemyskiej, w dekanacie Przeworsk II.

## Historia
W 1387 roku pojawiła się pierwsza wzmianka o Wierzbnej. W 1507 roku powstała cerkiew pw. św. Michała Archanioła.
W 1943 roku mieszkańcy Wierzbnej i Ożańska zdecydowali się na utworzenie kaplicy w baraku ofiarowanym przez Franciszka Fleszara. 29 sierpnia 1943 roku ks. Wojciech Lewkowicz poświęcił kaplicę. 4 stycznia 1944 roku dekretem bpa Franciszka Bardy została utworzona ekspozytura, z wydzielonego terytorium parafii Farnej w Jarosławiu.
W latach 1947–1952 zbudowano murowany kościół, według projektu arch. inż. Józefa Barańskiego. 7 sierpnia 1949 bp Franciszek Barda poświęcił kamień węgielny. który 1 listopada 1952 roku został poświęcony przez bpa Wojciecha Tomakę. 16 października 1955 roku ks. prał. Władysław Opaliński poświęcił plebanię. 29 czerwca 1959 roku ks. prał. Władysław Opaliński poświęcił obraz Matki Bożej Nieustającej Pomocy. W latach 1970–1971 zbudowano wierzę kościelną. W 1987 roku parafia została włączona do dekanatu przeworskiego. W 1993 roku zbudowano kaplicę cmentarną.
Na terenie parafii jest 1 750 wiernych (w tym: Wierzbna – 1 140, Ożańsk – 495).
Proboszczowie parafii:
1944. ks. Jan Grodzicki  (ekspozyt).
1944–1945. ks. Jan Klaub SChr (ekspozyt).
1945–1946. ks. Wawrzyniec Hendżak (ekspozyt).
1946. ks. Tadeusz Witkoś (ekspozyt).
1946–1980. ks. Jan Radochoński (ekspozyt).
1980–2012. ks. kan. Henryk Stopa.
2012– nadal ks. Wiesław Dziwik.

## Kościół filialny
W 1995 roku w Ożańsku rozpoczęto budowę kościoła filialnego. 25 grudnia 1998 roku w nowym kościele odprawiono pierwszą pasterkę. 26 czerwca 2000 roku bp Bolesław Taborski poświęcił kościół pw. Matki Bożej Fatimskiej.